# 冫部
冫部為漢字索引的部首之一，俗稱「兩點水」或「双点水」，計二畫，是康熙字典214個部首中的第15個（二畫的中為第9個）。冫部構字時通常位於左側或下方。一字帶「冫」且無其他部首時歸為冫部。

## 部首單字解釋
冰凍。本作仌，也作冰、氷（日文採用該寫法）。見《說文》。
篆文像冰的花紋。

## 字形

金文
大篆

### 部首字元及變形
在Unicode，冫部在康熙部首中有编码「⼎」（KANGXI RADICAL ICE），码位为U+2F0E。
冫字本身在文字區有「冫」（CJK UNIFIED IDEOGRAPH-51AB），码位为U+51AB。

### 現代字型差異
「冬」、「寒」等字本從「冫」，但現代寫法變成兩頓點（⺀）；而一些現代寫法從「冫」之字如「次」、「勻」本從「二」（此二字台灣仍從「二」不從「冫」）。「於」字右下部亦本作「二」。

## 名稱
- 漢語：冫部（注音：ㄅㄧㄥ ㄅㄨˋ）、兩點水、雙點水、二點水
- 日語：
- 朝鲜語：

## 字例
| 部首外筆畫 | 字例 -{                                  |
| ---------- | ---------------------------------------- |
| 0          | 冫                                       |
| 2          | 㓅𠖭                                     |
| 3          | 冬冭冮𠖯𠖰                               |
| 4          | 㓇冰冱冲决冴𠖱𠖳                         |
| 5          | 㓈况冶冷冸冹冺𠖾𠖿                       |
| 6          | 㓉㓊㓋㓌㓍冼冽冾冿𠗃                     |
| 7          | 㓎㓏凁凂凃𠗊𠗐𠗕𠗖                       |
| 8          | 㓐㓑㓒凄凅准凇凈凉凊凋凌凍凎𠗟𠗠𠗣𠗤凌凉 |
| 9          | 㓓减凐凑𠗫𠗰                             |
| 10         | 㓔㓕凒凓凔凕凖𠗸𠗹                       |
| 11         | 㓖凗𠘃                                   |
| 12         | 㓗凘                                     |
| 13         | 凙凚凛凜𠘑                               |
| 14         | 凝凞𠘕                                   |
| 15         | 凟𠘚𠘙 }-                                |